# 染谷俊之
染谷 俊之（そめや としゆき、1987年12月17日 - ）は、日本の俳優、声優。神奈川県横浜市出身。GFA所属。

## 経歴
所属事務所の社長が経営していたブティックへ染谷の母が客として通っており、店頭に立っていた社長と話した際に「うちの子どうですか？」と写真を見せたのが俳優活動のきっかけ。
2008年より俳優として芸能活動を始める。以後、俳優・モデルとして多方面で活躍している。
2011年9月、演劇ユニット「演舞Re夢（）」を卒業。
2012年、『ミュージカル・テニスの王子様2ndシーズン』に平古場凛役で出演。自身のSNSのフォロワー数が一気に700人からおよそ2万人に増加するなど、注目を浴びた。
2020年3月、公式YouTubeチャンネル「染谷俊之チャンネル/ToshiyukiSomeya」開設。
2018年1月、オフィシャルサイトを開設する。
2021年10月、週刊ザテレビジョンとのコラボレーションにより、ニコニコチャンネル「月刊染谷マガジン」を開設。初回放送時に正式な番組タイトルを決定した。

## 人物
- 愛称は、染様（染さま、そめさま）、染ちゃん、染くんなど[11]。
- 特技はアクロバット・器械体操・バレーボール・殺陣[1]。
- 中学・高校の6年間、バレーボール部に所属していたため、ジャンプ力には自信がある[12]。ポジションはレフトアタッカー[13]。
- ムーミンが好きで家にぬいぐるみなどのグッズが多数ある。なお自身のチャンネルではスナフキンのコスプレをした[14]。
- 好きな食べ物はオムライス[15]。
- 山崎育三郎に声を褒められたことがある[16]。
- 好きな女性のタイプについて「大きな木の上で、本を読んでいるような女の子」と答えていたことがある[17]。 なお、2020年のインタビューでは「自分の意見をきちんと言える芯のある子がいいですね」と回答[18]。
- 愛犬の名前はおこげ。チワワとトイプードルのミックス犬[19]。おこげとの外出のために運転免許取得[20]。
- 大学は文学部[21]。国語の教師を目指して教職科目を取っていたが、教育実習の折にドラマ『恋して悪魔〜ヴァンパイア☆ボーイ〜』の撮影が重なり、教師と役者のどちらを選択するか考えあぐねた末、役者の道を歩むことを決めた[22]。
- 座右の銘は「死ぬこと以外かすり傷」[23]。

## 出演

### ドラマ
- 恋して悪魔〜ヴァンパイア☆ボーイ〜（2009年7月 - 9月） - 伊逹政之 役
- 東京マヨカラ（2009年 - 2010年）
- bump･yバンピー （2010年） - 晃 役
- 私のホストちゃんS〜新人ホストオーナー奇跡の密着6カ月〜 第25話（2014年9月16日） - 深雪 役
- Messiah メサイア -影青ノ章-（2015年2月 - 3月） - 間宮星廉 役
- 薄桜鬼SSL 〜sweet school life〜（2015年9月 - 11月） - 斎藤一 役[24]
- 歴史漫才 ヒストリーズ・ジャパン（2017年7月 - 9月、東名阪ネット6） - 足利尊氏 / 今川義元 役[25]
- ウチの夫は仕事ができない 第6話（2017年8月12日、日本テレビ） - 経理部社員 役
- あいの結婚相談所 第4話（2017年8月18日、テレビ朝日） - 澤田伸也 役[16]
- 御茶ノ水ロック（2018年、テレビ東京）- 片山亮 役[26]
- 銀河鉄道999 40周年記念生ドラマ『銀河鉄道 999 Galaxy Live Drama』（2018年、BSスカパー!） - 機械伯爵 役[27]
- 愛と妄想のキングダム（2018年、テレビ埼玉）[28]
- Iターン 第7話（2019年8月23日、テレビ東京）- ホスト 玲二 役[29]
- REAL⇔FAKE（2019年9月2日 - 23日、MBS） - 守屋英俊 役[30]
  - 2nd Stage（2021年6月 - 7月）[31]
  - Final Stage（2023年1月 - 2月）[32]
- 今野敏サスペンス 機捜235（2020年4月24日、テレビ東京） - 梅原健太 役[33]
- ほぼ日の怪談。「思い出した回答」（2020年9月16日、テレビ神奈川）[34]
- だから私はメイクする 第3話（2020年10月22日 〈21日深夜〉、テレビ東京） - 増本巧 役[35]
- 警視庁強行犯係・樋口顕 第1話（2021年1月15日、テレビ東京） - 梅原健太 役[36]
- FAKE MOTION-たったひとつの願い-（2021年1月21日 - 3月11日、日本テレビ）- 上杉天真 役[37]
- 月曜プレミア8ドラマ 内田康夫サスペンス 新・信濃のコロンボ2『北国街道殺人事件』（2021年8月23日、テレビ東京） - 木下真司 役[38]
- 美しい彼 第4話 - 第6話（2021年11月、MBS） - 入間 役[39]
  - 美しい彼2（2023年2月、MBS/TBS）
- FLAIR BARTENDER'Z（2022年7月、MBS） - 峯田伸一 役[40]
- あいつが上手で下手が僕で シーズン2（2023年4月26日 - 6月14日、日本テレビ） - 高砂真夜 役[41][42]
  - あいつが上手で下手が僕で -巡巡決勝篇-（2024年7月19日 - 9月6日、日本テレビ）[43]
- 怪談新耳袋 暗黒「乗客」（2023年8月10日、BS-TBS） - 由良翔平 役[44][45]
- 芸人交換日記（2023年11月6日 - 、BSフジ） - 甲本 役[46][47]
- サブスク不倫（2023年11月10日 - 12月15日、MBS） - 盛沢 役[48]
- Solliev0（）（2024年4月1日 - 、テレビ神奈川） - 主演：天月春陽 役（和田琢磨とW主演）[49][50]
- gift（2025年10月1日〈予定〉 - 、TOKYO MX 他） - 主演：夏目奏 / 天月春陽 役（和田琢磨とW主演）[51]
- UNREAL-不条理雑貨店-（2025年10月14日〈予定〉 - 、テレビ大阪 他） - 主演・ヤギオ 役（小西詠斗とW主演）[52]

### テレビアニメ
- 雨色ココア in Hawaii（2016年）- キャロウェイ・岡村 役[53]
- あめこん!!（2017年）- チッパー・岡村 役[54]
- MARGINAL#4 KISSから創造るBig Bang（2017年） - 仲真テルマ / 村瀬由宇 役[55]
- 学園ベビーシッターズ（2018年） - 山羊朋也 役[56]
- HUGっと!プリキュア（2018年 - 2019年） - 若宮アンリ / キュアアンフィニ 役[57]
- BAKUMATSU（2018年 - 2019年） - 土方歳三 、二代目無限斎 役[58] - 2シリーズ
- Dimensionハイスクール（2019年） - 桃谷総司 役[59]

### テレビ番組
- Actors Navi（2017年、TOKYO MX）[60]
- 御茶ノ水ロック（2018年） - 片山亮 役
- カオスパイ（2018年、テレビ埼玉） - ガイア 役[61]
- カニつめくん（2018年） - カニつめくん 役
- 染谷俊之の文豪ノスタルジア 〜谷崎潤一郎を巡る旅 〜（2018年9月17日、テレビ神奈川）[2]
- たびメイト（2018年、TOKYO MX） - ハワイ編ナレーター[62]
  - season 2（2019年） - イタリア編出演[63]
- スマイルすきっぷ〜明日の元気をフルチャージ!〜（2019年2月22日、TBS）
- 舞台『刀剣乱舞』×新次元劇場〜ある一日の記録（2021年5月2日〈1日深夜〉、TBS）[64]
- 痛快TV スカッとジャパン（2021年6月7日、CX）[65] V6三宅健 役
- 2.5次元男子推しTV シーズン5 #1（2022年5月13日、WOWOW）[66]

### 配信ドラマ
- ニーチェ先生 第4話（2016年、Hulu）- コンビニ客 役[67]
- リビングルームにて（2018年、YouTube）[68]
- 御曹司ボーイズ（2019年4月28日 - 5月26日、AbemaTV） - 武藤巧 役[69]
- 即興演技サイオーガウマ SEASON:02（2019年6月、numan）[70]
- 団地姫日記（2022年3月） - ミツル 役[71]

### CM
- ディースリー・パブリッシャー『地球防衛軍2 PORTABLE』（2011年3月）[72]
- アイデム 演劇プロジェクト第3弾 「ロミ男とジュリエッ子」（2015年8月）[73]
- 『明治プロビオヨーグルトLG21』「イケメン戦士21」（2016年12月）[74]

### 映画
- 短編映画『phantom』（2008年、藤田真一 監督）
- 学校裏サイト（2009年）
- ナナとカオル 第1章（2011年） - 矢神浩史 役[75]
  - ナナとカオル 第2章（2012年）[76]
- ゲバルト（2013年11月30日公開） - 三沢太郎 役[77]
  - ゲバルト2（2013年11月30日公開）[76]
- 共に歩く（2014年4月5日公開） - 野口雄一 役[78]
- カバディーン!!!!!!!〜花吹雪高校篇〜（2014年10月4日公開） - 主演：翔 役[79]
- カニを喰べる。（2015年3月21日公開） - 主演：田宮治 役[80]
  - 羊をかぞえる。（2015年11月21日公開）[80]
  - 天秤をゆらす。（2016年12月23日公開）[81]
  - 逃げた魚はおよいでる。（2017年12月2日公開）[82]
- BAR神風〜誤魔化しドライブ〜（2015年4月4日公開）- 池先和夫 役[83]
- MESSIAH メサイア外伝 -極夜 Polar night- （2015年10月17日公開）- 間宮星廉 役[76]
- ソングドリーマーズ☆（2016年1月9日公開） - 台場健 役[76]
- 薄桜鬼SSL 〜sweet school life〜 THE MOVIE（2016年2月6日公開） - 斎藤一 役[84]
- ザ・ムービー アルスマグナ危機一髪！（2016年9月公開） - 佐藤誠 役 [85]
- マスタードチョコレート（2017年4月29日公開、笹木彰人 監督） - 浅野祐一 役[86]
- お江戸のキャンディー２ ロワゾー･ドゥ･パラディ（天国の鳥）篇（2017年7月公開） - 桔梗 / 桔梗太夫 役[87]
- 星降る夜のペット （2017年9月9日、キャンター）- 主演：新山俊 役[88]
- シュウカツ2（2018年2月24日、ノースシーケーワイ）[89]
- 黒蝶の秘密（2018年10月26日公開） - 主演：富山良平 役[90]
- 恋するふたり（2019年5月3日、稲葉雄介 監督） - 主演：片桐駿介 役[91]
- ナポレオンと私（2021年7月2日公開、頃安祐良 監督） - 岩田伸吾 役[92]
- 遊星王子2021（2021年8月）[93]
- 森の中のレストラン（2022年11月19日公開、泉原航一 監督） - 海斗 役[94][95]
- 映画刀剣乱舞 黎明（2023年3月31日） - 鶴丸国永 役（特別出演）[96][97]
- ゲネプロ★7 （2023年4年21日） - 焼野悠馬 / オセロ 役[98]
- パラダイス / 半島（2023年7月21日、監督：稲葉雄介） - 日吉真英 役[76]

### DVD
- リアルオーディション Boys【映画俳優】（ベンテンエンタテインメント、2009年2月6日発売）

### 舞台
2008年
- だからの空（10月25日・26日）

2010年
- ロイヤルホ☆ト（3月18日 - 22日） - 涼 役
- 美童浪漫大活劇 八犬伝 ［第一部］（2010年7月14日 - 19日） - 紫雪之丞 役
- 飛火野漂流（10月13日 - 17日）
- ACTOR'S TRASH ASSH vol.13『世界は僕のCUBEで造られる』（11月21日） - ゲスト：神鳥ジュン 役
- 美童浪漫大活劇 八犬伝 ［第二部］（12月8日 - 15日）- 紫雪之丞 役

2011年
- ソラリネ。♯02『Book Gallery Cafe-グリムの森-』（2011年4月21日） - ゲスト
- 遙かなる時空の中で2（6月） - 藤原幸鷹 役
- 美童浪漫大活劇 八犬伝 ［第三部］学園八犬伝（8月18日 - 21日） - 氷川卓 / 犬神宝晶 役
- すずの兵隊さんと愉快な仲間たちの恋物語 （11月2日 - 6日） - ビックリ箱 役

2012年
- どんでん（1月） - 桂馬 役
- ACTOR'S TRASH ASSH 第16回公演『雷ケ丘に雪が降る』（3月） - 迦具土神遊児（） 役
- 遙かなる時空の中で2 再演（5月30日 - 6月3日） - 藤原幸鷹 役
- ミュージカル・テニスの王子様2ndシーズン青学vs比嘉 （12月20日 - 2013年2月17日） - 平古場凛 役

2013年
- ROBOTICS;NOTES（5月10日） - ゲスト
- ミュージカル・テニスの王子様2ndシーズン全国 青学vs氷帝 （7月11日 - 9月29日） - 平古場凛 役
- キタムラ印＃3『THE LIGHT』（7月23日） - ゲスト：日替わり死体 役
- グレイスフルプロデュース『亜雌異人愚なグレイス』（11月7日 - 24日） - ニコラ 役

2014年
- BASARA 第2章（1月9日 - 14日） - 浅葱 役
- 弱虫ペダル インターハイ篇 The Second Order（3月13日 - 30日）  - 石垣光太郎 役
- ママと僕たち おべんきょイヤイヤBABYS（5月2日 - 11日） - 天現寺トーマス 役
- CORNFLAKES第11回公演『グッバイシェイクスピア!!!』（6月4日 - 9日） - 主演：演太 役
- もっと歴史を深く知りたくなるシリーズ マルガリータ〜戦国の天使たち〜（9月27日 - 10月5日） - 原マルチノ 役
- 私のホストちゃん〜血闘！福岡中洲編〜（12月5日 - 27日） - 深雪 役

2015年
- ママと僕たち よちよちフェスティバル もっかい！に！（2月21日 - 3月1日） - 天現寺トーマス 役
- ふしぎ遊戯（3月19日 - 29日） - 柳宿（ぬりこ） 役
- Messiah メサイア -翡翠ノ章-（5月13日 - 31日） - 間宮星廉（） 役
- HYBRID PROJECT Vol.13 【Nouvell Vague】（7月1日 - 5日） - エモッチャン 役
- 朗読劇 しっぽのなかまたち（8月15日）
- Messiah メサイア -鋼ノ章-（9月2日 - 21日） - 主演：間宮星廉 役
- もっと歴史を深く知りたくなるシリーズ 幻の城〜戦国の美しき狂気〜（10月9日 - 18日） - 霧隠才蔵 役
- 薄桜鬼SSL〜sweet school life〜THE STAGE（12月11日 - 20日） - 斎藤一 役

2016年
- カードファイト!! ヴァンガード 〜バーチャル・ステージ〜（1月5日 - 11日） - 雀ヶ森レン 役
- 私のホストちゃん THE FINAL 〜激突!名古屋栄編〜（1月29日 - 3月2日〈2月13日・14日は代役〉） - 深雪 役
- 朗読劇『超訳文学〜吾輩は猫である〜』（3月19日 - 20日） - 珍野苦沙弥（） 役
- 朗読劇 私の頭の中の消しゴム 8th letter（4月30日・5月1日） - 浩介 役 
- 舞台『刀剣乱舞』虚伝 燃ゆる本能寺（5月3日 - 20日） - 鶴丸国永 役
- 朗読劇『僕とあいつの関ヶ原』（7月8日・9日 （紫陽花チーム）） - 石田三成 / 徳川家康 役
- 朗読劇『俺とおまえの夏の陣』（7月10日） - 片倉景綱 役
- 若様組まいる（8月7日 - 14日） - 福田春之助 役
- もっと歴史を深く知りたくなるシリーズ 剣豪将軍義輝（12月8日 - 14日） - 主演：足利義輝 役

2017年
- 私のホストちゃん REBORN（1月11日 - 2月2日） - 主演 深雪 役
- カードファイト!! ヴァンガード 〜バーチャル・ステージ〜 リンクジョーカー編（4月1日 - 9日） - 雀ヶ森レン 役
- もっと歴史を深く知りたくなるシリーズ 剣豪将軍義輝 〜星を継ぎし者たちへ 〜（6月8日 - 18日） - 主演：足利義輝 役
- グランギニョル（7月29日 - 8月20日） - ダリ・デリコ 役
- 劇団シャイニング from うたの☆プリンスさまっ♪マスカレイドミラージュ（9月28日 - 10月8日） - レイジー役
- 池袋ウエストゲートパーク（12月23日 - 2018年1月14日） - 安藤崇 役

2018年
- アンフェアな月（2月22日 - 3月4日） - 安藤一之 役
- 御茶ノ水ロック（3月30日 - 4月15日） - 片山亮 役
- 銀河鉄道999 〜GALAXY OPERA〜（6月23日 - 7月29日） - 機械伯爵 役
- 奏劇『ライフ・コンチェルト』ある教誨師の物語 〜死刑執行までのカウントダウン（8月29日 - 9月3日、紀伊國屋ホール） - 語り
- ジーザス・クライスト・レディオスター（12月12日 - 24日） - 長谷部翼 役

2019年
- 『COCOON 月の翳り星ひとつ』「星ひとつ」編（5月 - 6月） - ダリ 役
- 劇団シャイニング from うたの☆プリンスさまっ♪エヴリィBuddy!（10月12日 - 21日） - レイジ 役
- Reading♥Stage『百合と薔薇』薔薇公演（6月14日）
- 朗読劇『青空』（8月12日・16日）
- 舞台『刀剣乱舞』維伝 朧の志士たち（11月22日 - 2020年1月18日） - 鶴丸国永 役

2020年
- STAGE GATE VRシアター vol.2『Equal-イコール-』リーディングスタイル（10月4日・10日・16日）

2021年
- リーディングシアター『星の王子さま』『夜間飛行』（1月10日）
- 舞台『刀剣乱舞』无伝 夕紅の士（） 大坂夏の陣（4月11日 - 6月27日） - 鶴丸国永 役
- 明治座 醉いどれ天使（9月5日 - 10月11日） - 神田 役

2022年
- 朗読劇『いつもポケットにショパン 2nd Lesson』（1月19日）- 緒方季晋（） 役
- 第42回世界遺産劇場 『スサノオ異伝』（2月15日）
- MANKAI STAGE『A3!』 ACT2! SPRING 2022（4月22日 - 5月30日） - 卯木千景（） 役
- クアンタム -TIMESLIP 黄金丸-（8月5日 - 14日）
- 戯曲音劇『銀河鉄道の夜』（9月1日） - ジョバンニ 役
- 舞台『あいつが上手で下手が僕で2』（11月18日 - 12月4日）- 高砂真夜（） 役

2023年
- MANKAI STAGE『A3!』 ACT2!  - 卯木千景 役
  - WINTER 2023（1月21日 - 2月26日）
  - SPRING 2023（5月13日 - 6月11日）

- 笑ってもいい家（7月1日 - 9日）
- 舞台『刀剣乱舞』七周年感謝祭 夢語刀宴會（）（8月4日 - 6日） - 鶴丸国永 役
- 戯曲音劇『竹取物語』（9月2日） - 阿倍御主人 役
- 朗読劇『源平刀剣七夜譚』-大山祇神社- 世界遺産劇場extra（11月11日・12日）

2024年
- 舞台『メイジ・ザ・キャッツアイ』（2月6日 - 3月3日） - 内海俊夫 役
- MANKAI STAGE『A3!』 ACT2! - 卯木千景 役
  - WINTER 2024（4月9日 - 5月12日）
  - Four Seasons LIVE 2024（10月31日 - 11月4日）

- 舞台『川越ボーイズ・シング』-喝采のクワイア-（6月22日 - 30日） - 主演：響春男 役
- 舞台『Solliev0』（8月2日 - 12日） - 主演：天月春陽 役
- 舞台『マリオネットホテル』（9月14日 - 10月6日） - 主演：ダリ・デリコ 役
- 舞台『あいつが上手で下手が僕で -人生芸夢篇-』（11月15日 - 12月1日） - 高砂真夜 役

2025年
- MANKAI STAGE『A3!』ACT3! 2025（3月22日 - 5月10日） - 卯木千景 役
- Bloody Love 歌劇『ババンババンバンバンパイア』（9月20日 - 25日〈予定〉） - 森長可 役

### イベント・コンサート
- 染谷俊之バースデイ＆クリスマスイベント（2014年12月23日）[161]
- 染フェス2019!!（2019年9月1日）[162]
- 染谷俊之 パネル展 SOMEYA WORLD 2022 開催記念イベント（2022年9月11日）[163]

#### その他の出演イベント
- ミュージカル・テニスの王子様2ndシーズン - 平古場凛 役
  - テニミュ サポーターズクラブ プレミアム パーティー vol.5（2013年3月21日・22日）
  - Dream Live 2013（2013年4月27日 - 29日・5月3日 - 5日）
  - 『WE ARE ALWAYS TOGETHER』CD発売記念イベント（2013年4月30日・5月6日）
  - 春の大運動会2014（2014年4月26日）白組
  - TEAM COLLECTION比嘉DVD&TEAM COLLECTIONシリーズDVD連動イベント トーク&ハイタッチ会（2014年5月24日、東京）
- 林明寛 単独イベントvol.2『歌って踊って☆ちょっと早めの Summer Party』スペシャルゲスト出演（2013年6月2日）
- 27時間 RejetTV 夏祭り2015「ワッショイ!!!」（2015年8月7日）
- キャストサイズ スペシャルトークライブ【第一部】（2015年11月28日）
- Rejet Fes.2016-ONLY ONE（2016年2月13日 - 14日）
- もっと歴史を深く知りたくなるシリーズ「歴タメLive〜歴史好きのエンターテイナー大集合！〜」（2016年3月12日・13日・10月15日・16日）[164]
- Club Phoenix 〜疲れたあなたにイケメンチャージ（2018年9月14・15日）[165]
- ACTORS☆LEAGUE
  - 2021（2021年7月20日） - 猫の着ぐるみでサプライズゲスト出演[166]
  - in Baseball 2023（2023年7月4日） - 猫の着ぐるみでサプライズゲスト出演[167]
- 演劇ドラフトグランプリ（2022年6月14日） - 劇団 ズッ友：座長[168]
  - 演劇ドラフトグランプリ 2023（2023年12月5日） - 劇団 国士無双：座長[169]
  - 演劇ドラフトグランプリ THE FINAL（2024年12月10日）[170]
- MANKAI STAGE『A3!』Bloom Fan Meeting 2025（2025年9月30日〈予定〉、品川プリンスホテル ステラボール）[171]

### ラジオ
- 株式会社CO通（2016年1月1日 - 2018年9月30日、ラジオ大阪[172]
- 染谷俊之の「下町気分」（2017年7月6日 - 2019年3月28日、Kiss FM KOBE）
- イキザマラジオ！（2018年10月1日 - 、音泉）[173]
- 和田昌之と染谷俊之のWADAX Radio（2020年10月4日 - 2021年3月28日、超!A&G+）[174]

### インターネット番組
- アメーバスタジオ「おと☆スタ」（2014年12月20日）
- ニコニコ動画 キャストサイズチャンネル『キャストサイズニュース』（2015年1月14日・7月22日・10月28日・2016年10月28日）
- アメーバスタジオ『古坂大魔王のカツアゲ』（2015年5月5日）
- アメーバスタジオ『ワタ＠アメ！』第2部（2015年6月1日）
- 超!A&G+『あさステ!』（2018年10月 - 、文化放送） - パーソナリティ[175]
- シェアハウCHU！（2018年、&CAST!!!） - メインMC[176]
- 水上学園！初めてのボートレース（2019年9月22日、AbemaTV）[177]
- ヨルヨミ（2019年6月14日、dTVチャンネル、ひかりTVチャンネル+）
- 2525推しごと（2020年6月17日 - 21日、ニコニコ生放送） - MC[178]
- 刀剣乱舞 大演練 控えの間（2020年8月11日、DMM.com）[179]
- 染ちゃん家（2020年11月29日 - 2021年4月25日、ニコニコチャンネル）[180]
- 『ねぇねぇ 今夜ゲームしない？』染谷俊之＆井澤勇貴 Apex Legends 〜ドリームマッチ（2020年12月21日、Mildom）[181]

### ネット配信
- 朗読劇『マトリョーシカの微笑 〜刑事は二度死ぬ』（2020年4月25日、SPWN）[182][183]
- うち劇
  - 刑事×刑事（2020年5月6日）[184]
  - SHOWDOWN（2020年7月19日、SPWN）[185]
- リーディングシアター『緋色の研究』（2020年6月19日）[186]
- 朗読劇『僕とあいつの関ヶ原』『俺とおまえの夏の陣』（2020年6月27日、PIA LIVE STREAM ほか）[187]
- COSMO★PLAYERS （2020年9月、Streaming+ ほか）[188]
- 朗読劇『The Lost Sheep』（2021年1月31日、360Channel）[189]
- マーダーミステリーシアター（SPWN）
  - 演技の代償（2021年2月22日）[190]
  - 裏切りの晩餐（2021年12月16日）[191]
- マダミスマンション「染谷の部屋」（2022年3月20日、Streaming+）[192]
- アンコンチェス（2022年3月16日） - 譲羽雷人 役[193]
- Buddy buddy buddy（2023年12月25日、YouTube） - 蒼井炎汰（） 役[194]

### 吹き替え
- サッカー水滸伝〜決戦!宋江vs高俅 炎の神州カップ編〜（2017年） - 宋江 役
- HERE AND NOW 〜家族のカタチ〜（2018年） - ラモン・ベイヤー＝ボートライト 役
- S.W.A.T. 第10話「プリズン・パニック」（2018年8月24日） - JR 役（吹き替え）[195]
- スタートレック:ピカード（2020年） - エルノア 役[196]

### ゲーム
- 恋愛幕末カレシ 〜時の彼方で花咲く恋 〜（2017年） - 土方歳三 役
- イケメンヴァンパイア◆偉人たちと恋の誘惑（2017年） - ジャンヌ・ダルク 役[197]
- 魔界王子と魅惑のナイトメア（2018年） - ガイ・モーナス 役[198]

### その他
- 講談社 『王子がわたしをあきらめない！』 2巻発売記念PV（2017年7月） - 一文字初雪 役（声の担当）[199]
- ハシダンシ（2018年12月） - 両国 役（声の担当）。「ハシダンシ」は松竹制作のキャラクタープロジェクト。染谷が演じるキャラクターは両国橋をモチーフにしている[200][201]。
- 明治座プレミアム倶楽部 プレミアムナビゲーター（2021年1月 - 2022年12月） [202]
- LINEマンガ バレンタイン特別企画 webtoon 『必ずハッピーエンド』（2022年2月） - 城崎亘 役[203]

## 作品

### CD
- ミュージカル・テニスの王子様2ndシーズン関連
  - 『WE ARE ALWAYS TOGETHER』 TYPE A/TYPE B（2013年4月24日発売）
- UNICORN Jr. - 仲真テルマ 役
  - 「PANDORA BOX」（2015年5月13日発売）
  - 「アフターバーナー」（2015年9月9日発売）
  - 「F.A」（2016年3月16日発売）
  - 「UNIMATE」（2016年4月27日発売）
  - 「まじかるルルルル♪」（2016年6月8日発売）
  - 「カシマシLOVE」（2016年9月14日発売）
- 舞台「劇団シャイニング from うたの☆プリンスさまっ♪『マスカレイドミラージュ』」オリジナルサウンドトラック＆レビューソングコレクション（2018年、ムービック）
- 劇団シャイニング from うたの☆プリンスさまっ♪『SHINING REVUE』レビューソングコレクション（2018年、ムービック）

#### ドラマCD
- 一途なカレにひたすら告白されるCD バイト先のゆるふわ系パティシエお兄さん編（2017年、穂高都麦）

## ディスコグラフィ

### キャラクターソング
| 発売日   | 商品名                                                                    | 歌                                                                                                 | 楽曲                                                               | 備考                                                                |
| 2015年   | 2015年                                                                    | 2015年                                                                                             | 2015年                                                             | 2015年                                                              |
| -------- | ------------------------------------------------------------------------- | -------------------------------------------------------------------------------------------------- | ------------------------------------------------------------------ | ------------------------------------------------------------------- |
| 5月13日  | UNICORN Jr.「PANDORA BOX」                                                | UNICORN Jr.                                                                                        | 「PANDORA BOX」 「ワガハイはネコである!!!」 「MIS（S）LEAD」 「Q」 | 『MARGINAL#4』関連曲                                                |
| 9月9日   | UNICORN Jr.「アフターバーナー」                                           | UNICORN Jr.                                                                                        | 「アフターバーナー」 「Mr.8」 「Uncrowned」 「ストレンジャー」     | 『MARGINAL#4』関連曲                                                |
| 2016年   |                                                                           | |                                                                    |                                                                     |
| 3月16日  | UNICORN Jr.「F.A」                                                        | UNICORN Jr.                                                                                        | 「F.A」 「Unlimited Saga」 「in my youth」 「ヒトカケラ」          | 『MARGINAL#4』関連曲                                                |
| 4月27日  | UNIMATE                                                                   | UNICORN Jr.                                                                                        | 「Lonely Silence Monster」 「愛が愛のままでありますように」        | 『MARGINAL#4』関連曲                                                |
| 6月8日   | MY♥MILKY♥WAY 1stシングル「まじかるルルルル♪」                             | MY♥MILKY♥WAY                                                                                       | 「まじかるルルルル♪」 「カガミノナカ」                             | 『MARGINAL#4』関連曲                                                |
| 6月22日  | 『UNIMATE』&『Lagjuliet 2』&『STAR CLUSTER 3』同時購入特典CD              | ピタゴラス★オールスター                                                                            | 「奇跡の星座（Sign）」                                             | 『MARGINAL#4』関連曲                                                |
| 9月14日  | MY♥MILKY♥WAY 2ndシングル「カシマシLOVE」                                  | MY♥MILKY♥WAY                                                                                       | 「カシマシLOVE」 「Hand in Hand」                                  | 『MARGINAL#4』関連曲                                                |
| 2017年   |                                                                           | |                                                                    |                                                                     |
| 3月1日   | REAL?/コ・コ・ロ・ヒ・ト・ツ                                              | UNICORN Jr.                                                                                        | 「REAL?」                                                          | テレビアニメ『MARGINAL#4 KISSから創造るBig Bang』エンディングテーマ |
| 4月5日   | KISSから創造るBig Bang                                                    | ピタゴラス★オールスター                                                                            | 「KISSから創造るBig Bang」                                         | テレビアニメ『MARGINAL#4 KISSから創造るBig Bang』挿入歌             |
| 6月21日  | ピタゴラスプロダクション シャッフルユニットベストアルバム                 | MY♥MILKY♥WAY                                                                                       | 「ミラクル！」                                                     | 『MARGINAL#4』関連曲                                                |
| 9月27日  | MARGINAL#4 KISSから創造るBig Bang BEST                                    | UNICORN Jr.                                                                                        | 「ハングリー？」                                                   | 『MARGINAL#4』関連曲                                                |
| 10月25日 | ピタゴラス スペクタクルツアー ライブ Vol.1「西遊記」                      | 孫悟空［桐原アトム（増田俊樹）］ 沙悟浄［牧島シャイ（豊永利行）］ 猪八戒［仲真テルマ（染谷俊之）］ | 「FLY×HIGH×FLY」 「ハイビスカス」                                  | 『MARGINAL#4』関連曲                                                |
| 2018年   |                                                                           | |                                                                    |                                                                     |
| 9月26日  | KARA∞KARA                                                                 | UNICORN Jr.                                                                                        | 「KARA∞KARA」 「幻想歌（ファンタジア）」                           | 『MARGINAL#4』関連曲                                                |
| 2019年   |                                                                           | |                                                                    |                                                                     |
| 6月19日  | ピタゴラスプロダクション GALACTI9★SONGシリーズ #7「Mr.MARMAID」仲真テルマ | 仲真テルマ（染谷俊之）                                                                             | 「Mr.MARMAID」 「パルコ（Teruma Ver.）」                           | 『MARGINAL#4』関連曲                                                |
| 2020年   |                                                                           | |                                                                    |                                                                     |
| 3月25日  | ピタゴラスインフィニティソロベスト”U”（4+2+3=9）∞                         | UNICORN Jr.                                                                                        | 「B R A V E R Y」                                                  | 『MARGINAL#4』関連曲                                                |
| 7月3日   | ピタゴラスプロダクション ONE DREAM 2020 3rd 「グッバイルールブック」      | MY♥MILKY♥WAY                                                                                       | 「グッバイルールブック」                                           | 『MARGINAL#4』関連曲                                                |
| 8月7日   | ピタゴラスプロダクション ONE DREAM 2020 4th「最愛公約」                   | MY♥MILKY♥WAY                                                                                       | 「最愛公約」                                                       | 『MARGINAL#4』関連曲                                                |

## 書籍

### 写真集
- 染谷俊之ファースト写真集 TOSHIYUKI（2017年4月10日、一迅社、撮影：八木虎造）ISBN 978-4-7580-7662-3
- 月刊染谷俊之×小林裕和（2017年4月15日、Mファクトリー、撮影：小林裕和）ISBN 978-4-86205-904-8
- ９/０ 染谷俊之写真集（2017年8月26日、KADOKAWA、撮影：為広麻里）[204] ISBN 978-4-04-105391-1
- 染谷俊之10周年記念本 染める（2018年1月27日、一迅社、撮影：原田武尚）ISBN 978-4-7580-7780-4
- 文豪ノスタルジア 染谷俊之×谷崎潤一郎 陰翳礼讃（2018年、MOGURA BOOKS、香川蓮）[2]
- FAITH（2021年3月25日、トランスワールドジャパン、撮影：小松陽祐）[205]
- 染谷俊之15周年メモリアル写真集 dimension（2024年3月14日、KADOKAWA、撮影：神藤剛）[206]

### WEB連載
- WEBザテレビジョン 「月刊染谷WEBマガジン」（2022年1月 - 、KADOKAWA）[13]

### 関連書籍
- おーちようこ『舞台男子 the document』（2017年4月7日、KADOKAWA）[207] ISBN 978-4-04-105210-5
- ねこカレ（2017年12月6日、TCエンタテインメント）[208]
- ニノダン-From Home To Stage-（2020年、ロングランプランニング） - 井澤勇貴との対談掲載[209]

### ユニットメンバー
1. 1 2 3 4 5 6  新堂ツバサ（蒼井翔太）、滝丸アルト（沢城千春）、仲真テルマ（染谷俊之）
2. 1 2 3 4  野村エル（KENN）、野村アール（鈴木裕斗）、仲真テルマ（染谷俊之）
3. 1 2  桐原アトム（増田俊樹）、藍羽ルイ（高橋直純）、野村エル（KENN）、野村アール（鈴木裕斗）、牧島シャイ（豊永利行）、緋室キラ（大河元気）、新堂ツバサ（蒼井翔太）、滝丸アルト（沢城千春）、仲真テルマ（染谷俊之）